# Springs (Sudáfrica)
Springs es una ciudad de la provincia de Gauteng, Sudáfrica, y es parte del East Rand, ahora conocido como la región Ekurhuleni. Se encuentra a unos 50 km al este de Johannesburgo y 72 km al sureste desde Pretoria. El nombre de la ciudad proviene de los numerosos manantiales ("springs") existentes en el área; su población supera los 200.000 habitantes.